# کژین شوی

کژین شوی، پوشاک زنان ایل سنگسر

کژین شوی یکی از لباس‌های سنتی و گرانقیمت زنان ایل سنگسر است. قدمت این لباس به دوره اشکانیان بازمی‌گردد.
این لباس نسبتاً بلند ابریشمی عموماً به رنگ قرمز است و ویژگی بارز آن، هنر سوزن دوزی خیره کننده‌ای است که در قسمت پایین دامن و لبه‌های آستین بکار می‌رود.
در بیشتر نمونه‌های بجا مانده، عرض نوار سوزن دوزی شده، تقریباً بیست و پنج سانتی‌متر است.
شباهت کژین شوی به لباس زنان یزد و میبد
در لباس‌های بلند زنان زرتشتی اطراف یزد و میبد، طرح‌های سوزن دوزی شده مشابه کژین شوی مشاهده می‌شود. اما رنگ لباس زنان ایل سنگسر، (کژین شوی) عموماً قرمز است و به ندرت از رنگ‌های زرد و سبز استفاده می‌شود.